# 126 Dywizja Strzelecka (ZSRR)
126 Dywizja Strzelecka (ros. 126-я стрелковая дивизия, 126 DS) – związek taktyczny piechoty Armii Czerwonej.
Dywizja wzięła udział w kampanii wrześniowej w składzie 10 Korpusu Strzeleckiego.

## Dowódcy dywizji
- gen. mjr Michaił Kuzniecow (01.01.1941 – 31.07.1941)
- Jefim Biedin (01.07.1941 – 30.11.1941)
- płk Władimir Sorokin (01.09.1941 – 31.08.1942)
- Jakow Wroński (01.11.1941 – 31.12.1941)
- Dmitrij Kuropatenko (03.09.1942 – 04.12.1942)
- płk Wieniamin Romanow (05.12.1942 – 07.01.1943)
- płk Konstantin Syczew (08.01.1943 – 04.03.1943)
- gen. mjr Aleksandr Kazarczew (05.03.1943 – 10.06.1944)
- Aleksandr Kazakow (01.06.1944 – 31.10.1944)
- płk Iwan Wasilenko (15.10.1944 – 20.01.1945)
- Fiodor Safronow (01.01.1945 – 31.05.1945)[2].

## Struktura organizacyjna
W 1939
- 366 pułk strzelecki
- 550 pułk strzelecki
- 690 pułk strzelecki
- 358 pułk artylerii lekkiej
- 500 samodzielny batalion czołgów
- 265 dywizjon przeciwpancerny
- ? dywizjon artylerii przeciwlotniczej
- 198 batalion rozpoznawczy
- 175 batalion saperów
- 233 batalion łączności
- 212  batalion medyczno-sanitarny
- ? kompania przeciwchemiczna
- 230 batalion transportowy
- piekarnia polowa

193 szpital weterynaryjny
- stacja poczty polowej